# اینوسنت دوازدهم
پاپ اینوسنت دوازدهم (به انگلیسی: Innocent XII) ( تولد ۱۳ مارس ۱۶۱۵ -درگذشت ۲۷ سپتامبر ۱۷۰۰ ) یکی از پاپ‌های کلیسای کاتولیک رم بود که در ایتالیا به دنیا آمد و از ۱۶۹۱ تا ۱۷۰۰ میلادی پاپ بود.